# Festival panafricain du cinéma de Ouagadougou 1976
Le FESPACO 1976 est la 5e édition du Festival panafricain du cinéma de Ouagadougou. Il se déroule du 4 au 10 février à Ouagadougou en République de Haute-Volta.
Le thème de cette édition est « Le cinéaste africain du futur : implication éducative », qui fait l'objet d'un colloque organisé par l'UNESCO. Celui-ci constate l'absence en Afrique d'un organisme dispensant les connaissances techniques et artistiques nécessaires. Une étude conjointe FEPACI-CILECT note une déculturation des cinéastes africains étudiant à l'étranger. Un institut africain d'éducation cinématographique est programmé en Haute-Volta, avec une relation privilégiée avec le Fespaco.
Le film Muna Moto de Jean-Pierre Dikongué Pipa décroche l'Étalon de Yennenga

## Contexte
- Les cinéastes ayant obtenu en 1973 une alternance avec les Journées cinématographiques de Carthage de Tunis, ce Fespaco devait avoir lieu en 1975, mais il est reporté d'un an en raison du conflit frontalier entre le Mali et la Haute-Volta[3].
- En 1975 sont créées les sociétés panafricaines CIDC (Consortium interafricain de distribution cinématographique) et CIPROFILM (Centre interafricain de production de films) dont le principe avait été décidé par l'OCAM en 1970. Leurs statuts leur permettant de fonctionner ne sont cependant adoptés qu'en 1979[4],[5].
- Lors du IIe congrès de la FEPACI à Alger, les cinéastes adoptent le 18 janvier 1975 une charte anti-impérialiste et panafricaniste qui est « dans le sillage de l'émergence transformatrice dans le cinéma mondial de cinéastes et théoriciens du Tiers monde »[6]. S'inscrivant contre « la domination et l'extraversion culturelle », elle appelle à « une culture populaire, démocratique et progressiste s'inspirant de ses propres réalités et répondant à ses propres besoins ». La solidarité y est affirmée « avec toutes les cultures militantes dans le monde » dans « la même lutte anti-impérialiste ». Le cinéaste doit dès lors se considérer « comme un artisan créatif au service de son peuple ». Dès lors, « la rentabilité commerciale ne saurait être une norme de référence ». Quant à l'Etat, il doit jouer « un rôle promotionnel, dans l'édification d'un cinéma national libre des entraves de la censure »[7].
- Appelée par les cinéastes, la vague de nationalisation des salles de cinéma atteint de nombreux pays : l'Egypte en 1961, la Somalie en 1969, la Haute-Volta et le Mali en 1970, le Sénégal en 1972, le Zaïre en 1973, le Dahomey en 1974, Madagascar en 1975[4].
- Dans le courant de l'année 1976, avec le concours de l'Etat et de l'UNESCO, est créé l'INAFEC (l’Institut national de formation et des études cinématographiques), école de cinéma rattachée à l'Université de Ouagadougou, qui affirme le rôle leader de la Haute-Volta. Alors que l'Institut est destiné à l'ensemble des Africains, « rares sont les étudiants qui viennent des autres Etats »[8].
- Le festival se déroule en pleine instabilité politique : le coup d'Etat du 30 mai 1974 du Général Sangoulé Lamizana contre son propre gouvernement impose le parti unique et le contrôle de la presse et des syndicats. Ceux-ci deviennent la seule opposition politique et mènent des grèves qui aboutissent le 9 février 1976, en plein Fespaco, à un nouveau changement de gouvernement moins dominé par les militaires[9].

## Déroulement
17 pays africains sont représentés et 9 pays non-africains, avec 75 films et un nombre de spectateurs encore estimé sans statistiques précises à 100 000 spectateurs. Les films sont projetés dans les salles à ciel ouvert de l'Oubri et du Rialé, en alternance avec le cinéma couvert et plus luxueux du Volta-Ciné, construit récemment.
La cérémonie d'ouverture a lieu à la Maison du peuple en présence du Chef de l'Etat et du corps diplomatique. Deux discours d'accueil sont prononcés, l'un par le président du Fespaco, l'autre par le ministre de l'Information. Après la troupe folklorique du Yatenga et les masques bobos, le film Les Bicots-nègres, vos voisins de Med Hondo est projeté au cinéma Volta-Ciné.
22 films sont en compétition mais les observateurs insistent sur les problèmes d'organisation face à l'affluence du public, craignant pour l'avenir du festival. Un article de l'hebdomadaire Afrique nouvelle souligne « des pannes techniques fréquentes qui n'ont pas manqué d'irriter cinéastes et cinéphiles ». D'après Bassirou Sanogo et cet article, Ousmane Sembène déclare : « C'est un fiasco et c'est extrêmement grave ! ». Pour Oumarou Ganda, « c'est un échec total, surtout au niveau de l'organisation. Si je n'étais pas chef de délégation de mon pays, je serais retourné à Niamey avant la clôture ». Paulin Soumanou Vieyra appuie le fait que c'est « un échec lamentable ». Pour Mbissine Thérèse Diop, « ce festival a raté son objectif car nous n'avons pas senti la participation des populations ». Zalika Souley confirme qu'il n'y a pas eu de participation populaire. « C'est le responsable permanent qui est en cause et non l'Etat voltaïque », estime Inoussa Ousseini qui indique que « pendant longtemps, personne ne savait quels films allaient être projetés ».
Réuni à l'occasion du Ve Fespaco, le bureau fédéral de la Fédération panafricaine des cinéastes condamne dans une déclaration l'intervention du régime d'apartheid sud-africain en Angola et l'occupation de la Namibie, et « appelle les travailleurs de l'audiovisuel d'apporter à l'Angola soutien et solidarité ».

## Films projetés
Selon Guy Hennebelle, quatre grands thèmes parcouraient les films : la libération de la femme, l'exode rural, les structures sociales et idéologiques, et le scandale de l'émigration en Europe. Il en dresse la liste : 
| Réalisation               | Titre                              | Pays          |
| Mohamed Slim Riad         | Vent du Sud                        | Algérie       |
| Mohamed Bouamari          | L'Héritage                         | Algérie       |
| Ali Ghalem                | L'Autre France                     | Algérie       |
| Jean-Pierre Dikongué Pipa | Muna Moto                          | Cameroun      |
| Roger Gnoan M'bala        | Le Chapeau                         | Côte d'Ivoire |
| Mamadou Djim Kola         | Le Sang des parias                 | Haute-Volta   |
| René-Bernard Yonli        | Sur le chemin de la réconciliation | Haute-Volta   |
| Solo Ignace Randrasana    | Le Retour                          | Madagascar    |
| Sidney Sokhona            | Nationalité : immigré              | Mauritanie    |
| Med Hondo                 | Les Bicots-nègres, vos voisins     | Mauritanie    |
| Oumarou Ganda             | Saïtane                            | Niger         |
| Djingareye Maïga          | L'étoile noire                     | Niger         |
| Mahama Johnson Traoré     | Njangaan                           | Sénégal       |
| Safi Faye                 | Kaddu Beykat (Lettre paysanne)     | Sénégal       |
| Tidiane Aw                | Le Bracelet de bronze              | Sénégal       |
| Momar Thiam               | Baks                               | Sénégal       |
| Jacques Do Kokou          | Kouami                             | Togo          |
| Abdellatif Ben Ammar      | Sejnane                            | Tunisie       |
| Ahmed Khchine             | Sous la pluie de l'automne         | Tunisie       |
| Brahim Babaï              | Et demain... ?                     | Tunisie       |
| Naceur Ktari              | Les Ambassadeurs                   | Tunisie       |

## Palmarès
| Prix                                                                       | Lauréat                   | Film                               | Pays        |
| Grand prix Étalon de Yennenga                                              | Jean-Pierre Dikongué Pipa | Muna Moto                          | Cameroun    |
| Premier prix d'encouragement du jury ex æquo                               | Mohamed Slim Riad         | Vent du Sud                        | Algérie     |
| Premier prix d'encouragement du jury ex æquo                               | Mahama Johnson Traoré     | Njangaan                           | Sénégal     |
| Deuxième prix d'encouragement du jury                                      | René-Bernard Yonli        | Sur le chemin de la réconciliation | Haute-Volta |
| Prix du 7e art                                                             | Mohamed Bouamari          | L'Héritage                         | Algérie     |
| Prix spécial du jury ex æquo                                               | Abdellatif Ben Ammar      | Sejnane                            | Tunisie     |
| Prix spécial du jury ex æquo                                               | Sidney Sokhona            | Nationalité : immigré              | Mauritanie  |
| Mention spéciale 1                                                         | Safi Faye                 | Kaddu Beykat (Lettre paysanne)     | Sénégal     |
| Mention spéciale 2                                                         | Oumarou Ganda             | Saïtane                            | Niger       |
| Prix de la commune de Ouagadougou                                          | Djingareye Maïga          | L'étoile noire                     | Niger       |
| Prix de l'Office catholique international du cinéma et l'audio-visuel OCIC | Jean-Pierre Dikongué Pipa | Muna Moto                          | Cameroun    |

Une mention spéciale a été attribuée au Ghana pour sa première participation.